# Otto Rohnström
Johan Otto Rohnström, född den 17 september 1869 i Stockholm, död där den 26 mars 1948, var en svensk språk- och skolman. 
Rohnström blev student vid Uppsala universitet 1887, filosofie kandidat 1890, filosofie licentiat 1896 och filosofie doktor 1900. Han var huvudlärare i tyska vid Lyceum för flickor i Stockholm 1898–1903, lektor i franska och engelska vid högre allmänna läroverket i Umeå 1902–1909 och i engelska och franska vid högre allmänna läroverket i Västerås från 1909. Han utgav språkvetenskapliga avhandlingar.